# Conseil national du cuir
Créée en 1948, le Conseil National du Cuir est la confédération professionnelle qui regroupe l'ensemble des acteurs de la Filière Française du Cuir.
Le Conseil National du Cuir a changé d'identité en 2024 pour prendre le nom d'Alliance France Cuir (AFCuir), soulignant ainsi une communauté forte et unie autour de la matière cuir.

## Composition et organisation
Constitué sous forme de Confédération, Alliance France Cuir regroupe 21 fédérations ou syndicats professionnels répartis en 4 groupes :
- Le groupe des organisations liées à la production des peaux : Confédération Nationale de l’Élevage, Culture Viande, Confédération Française de la Boucherie-Charcuterie, Traiteurs, le Syndicat des Industries Françaises des coproduits Animaux, Fédération Française des Cuirs et Peaux.
- Le groupe des Organisations Professionnelles de la transformation : Fédération de la Tannerie-Mégisserie, Syndicat de lʼIndustrie Chimique Organique de Synthèse et de Biochimie.
- Les Organisations Professionnelles de la fabrication : Fédération Française de la Chaussure, Fédération Française de la Maroquinerie, Articles de Voyage, Chasse-Sellerie, Gainerie, Bracelets Cuir, Fédération Française de la Ganterie, SYNAMAP, Chambre Syndicale des Bottiers de France, Syndicat des Négociants en Cuirs et Crépins de France, Syndicat des Réparateurs Industriels de la Chaussure, Fédération Française des Podo-orthésistes, Fédération Française de la Cordonnerie Multiservice.
- Les Organisations Professionnelles de la distribution : Union Française des Distributeurs Grossistes et Importateurs de Chaussures, Fédération des Enseignes de la Chaussure, Fédération Nationale des détaillants en Chaussures, Fédération Nationale des Détaillants en Maroquinerie et Voyage, Union Sport & Cycle.

Le président du conseil est Frank Boehly. Il est élu en 2014, réélu en 2017 puis en 2021.
Le directeur général est Marc Brunel depuis 2020.

## Publications

### Le Livre Blanc du cuir
Le Livre Blanc du cuir est publié en 2022, à l'occasion des élections présidentielles, avec comme objectif de valoriser les métiers du cuir et d'améliorer les performances de toute la filière. Le document comprend des données relatives à la filière (emploi, nombre d'entreprises, export...), ainsi que dix propositions.

### Le guide des métiers du cuir
Le guide des métiers du cuir, présente plus de 100 métiers et les formations qui permettent de les exercer.

### L'Observatoire Economique du cuir
L’Observatoire Economique d’Alliance France Cuir met gratuitement à disposition des données fiables et sourcées, issues de ses travaux d’études.
ll réalise des enquêtes statistiques dans les différents secteurs de la filière en interrogeant les professionnels des Cuirs et Peaux Bruts, de la Tannerie, de la Mégisserie, de la Chaussure, et de la Maroquinerie. En sont issues différentes publications, telles qu'une brochure sur les échanges mondiaux ou une brochure sur le commerce extérieur.
L’Observatoire Economique s’intéresse également aux consommateurs et réalise des études qui lui permettent de mieux appréhender les évolutions économiques et sociétales et de mieux comprendre la perception qu’a le grand public du cuir et de ses activités. De même, des travaux d'écoute sociale  sont menés à l’échelle internationale afin de permettre une prise de hauteur sur les sujets qui influent directement sur les activités de la filière.